# Nerola
Nerola – miejscowość i gmina we Włoszech, w regionie Lacjum, w prowincji Rzym.
Według danych na dzień 31 grudnia 2014 gminę zamieszkiwało 1 941 osób, 113,51 os./km².